# 光増感剤
化学における光増感剤（ひかりぞうかんざい、英: photosensitizer）とは、自らが光を吸収して得たエネルギーを他の物質に渡すことで、反応や発光のプロセスを助ける役割を果たす物質のことである。
多くの光増感剤は基底状態から吸光により一重項励起状態となったのち速やかに項間交差を起こして三重項励起状態へ遷移する化合物である。三重項励起状態となった光増感剤が他の物質（一重項基底状態）と衝突したときにエネルギーと電子を交換して自らは基底状態に戻り、相手を三重項励起状態に変える。三重項励起状態に変えられた相手は続いて化学反応を起こしたり、蛍光発光を示したりする。
（例）
D(S0) + hv → D(S1)
D(S1) → D(T1) (fast)
A(S0) + D(T1) → A(T1) + D(S0)
D: 光増感剤、A: エネルギー受容物質
S0: 基底状態
S1: 第一励起一重項状態
T1: 第一励起三重項状態
項間交差をともなう光励起は禁制であるため、多くの化合物では S0 から T1（あるいは T0 から S1）を直接発生させることは難しい。光増感剤はそのようなプロセスを仲介する。

## 例
ベンゾフェノンは、一重項励起状態から速やかに三重項励起状態に遷移することが知られ、その性質が光増感剤として利用される。スチルベンにベンゾフェノンを共存させると、通常スチルベンに照射しても反応が起こらない長波長側の光を用いてシス-トランス異性化をラジカル的に起こすことができる。ベンゾフェノン誘導体はフォトレジスト用途に用いられる。
酸素分子 (O2) は基底状態が三重項状態であり、励起状態にあたる一重項酸素は有用な酸化剤であるものの酸素から直接発生させることは難しい。ローズベンガルやメチレンブルーなどの色素を光増感剤として用いることで、一重項酸素の発生の効率を高めることができる。

## 応用
光線力学的療法 (photodynamic therapy, PDT) で用いられる光増感剤は特定の組織に集積しやすい性質を持つ。投与後に光増感剤が集積した組織へ光を照射し、一重項酸素を発生させて血管を収縮させたり腫瘍細胞を壊死させたりする。加齢黄斑変性の治療に利用され、ベルテポルフィンなどが利用される。悪性腫瘍の治療法としても研究が行われている。これらの用法では光感受性薬とも呼ばれる。加齢黄斑変性#治療 も参照。